# Powerduck
Powerduck (Paperinik en version originale italienne) est un personnage de fiction de l'univers des canards des studios Disney. C'est une identité de super-héros de Donald Duck.
Ce personnage a un costume très proche d'un autre alter ego de Donald, Fantomiald, et possède le même nom original. Mais il diffère de Fantomiald sur plusieurs points, ce qui fait dire à des experts de la BD Disney que Powerduck n'est pas Fantomiald, d'où deux noms différents (notamment en France).

## Historique
Vers le milieu des années 1990, le personnage de Fantomiald, créé en Italie en 1969, est relancé et modernisé dans une publication mensuelle italienne nommée PKNA - Paperinik New Adventures, proche du format des comics de super-héros. Dans ce mensuel, Donald Duck est déjà un super-héros mais le monde qui l'entoure et son comportement sont plus actuels que celui de Fantomiald. Il doit notamment faire face à une menace extra-terrestre. Dans la version originale, il conserve son pseudonyme de Paperinik mais comme l'univers est différent de celui de Fantomiald, et aussi pour conserver le symbole PK, le personnage est nommé dans certains pays Powerduck. Toutefois Donald est rarement mentionné dans cette version.
De 2002 à 2005 elle est remplacée par PK (ou PK - Pikappa en Italie, PowerducK en France). C'est cette version qui a été adaptée en jeux vidéo sous le nom Donald Duck : Qui est PK ? (2002). L'environnement à beaucoup changé par rapport à la version précédente. Donaldville est très différente, l'aspect du héros reste proche mais sa personnalité change comme son arsenal d'outils/gadgets. Contrairement à PKNA l'histoire commence sur l'origine du super-héros et appuie plus cet élément. Cette série a beaucoup de scénaristes et de dessinateurs communs avec les précédentes.
Les différentes séries qu'a connues le personnage :
- PKNA - Paperinik New Adventures, 56 numéros, 1996-2001[2]
Cette série débute le 14 mars 1996 par Les Évroniens (Evroniani en VO)[3].
- PK², 18 numéros, de février 2001 à août 2002
Cette série se passe dans la continuité de PKNA en débutant avec l'histoire Ducklair[4].
- PK3 (PK - Pikappa en italien), 32 numéros, d'août 2002 à mars 2005
Une remise à zéro de l'histoire. Elle est indépendante des autres versions, même si beaucoup d'éléments y sont repris. Ici « PK » n'est plus l'abréviation de Paperinik (identité qui dans cette continuité n'existe pas), mais est choisi au hasard par Donald en lisant le numéro de série de son bouclier. La série commence par Superhéros par hasard (Un supereroe per caso)[5] et est officiellement terminée.
- PKNE - Paperinik New Era, commencé en 2014 et en cours[6]
En juillet 2014, l'hebdomadaire Topolino commence à publier un nouveau cycle d'histoires qui constituent la suite de PKNA et PK² en reprenant le personnage version Paperinik. Il débute avec l'histoire Pouvoir et puissance[7]. Dans cette série, on trouve également l’histoire PK Timecrime DD publiée en mai 2016 mettant en scène Powerduck avec DoubleDuck, un autre alter ego de Donald[8].

En France, pour profiter du nouveau départ du personnage avec PK3 qui vise à être découvert par un nouveau public, la série commence à être publiée, en commençant par la partie PK3, en 2003 dans le magazine Super Picsou Géant (no 113). La publication s'achève en mai 2007 dans le no 139.
Pendant plusieurs années la série n'est plus présente dans le magazine, mais elle effectue son retour dans le numéro 169, paru en avril 2012, avec la diffusion de PKNA la version de 1996-2001, dont il s'agit de la première traduction française.
Une bande dessinée appelée Powerduck - La Génèse est également parue chez Glénat en 2013, il s'agit d'une compilation de trois épisodes, sur les trente-deux, de la série PK3.
La première histoire de la série PKNE est publiée dans le magazine Super Picsou Géant (no 189), paru en août 2015.
Une intégrale, publiée à partir du 10 décembre 2021 en France sous le nom Les aventures galactiques de Fantomiald, retrace les aventures de Powerduck à partir des premières histoires de la série PKNA - Paperinik New Adventures de 1996. Cet intégrale, publié par Unique Heritage Entertainment, est présenté comme un hors-série du magazine Les Chroniques de Fantomiald,. La publication est arrêtée en février 2024 après 4 numéros, faute de ventes suffisantes.

## Synopsis
L'histoire se passe à Donaldville, mais avec des ajouts d'éléments de science-fiction. Des extra-terrestres disposant d'importants pouvoirs recrutent des protecteurs pour défendre chaque planète contre les espèces belliqueuses. Donald se voit offrir le rôle de gardien galactique par l'IA dénommé UNO qui lui donne un bouclier disposant d'un armement très important. UNO a été mandaté par les gardiens galactiques pour garder la Terre et devenir le mentor du futur gardien galactique de la Terre. Les principaux ennemis de Powerduck sont une race d'extraterrestres dénommés les Évroniens (race de vampires avides d'émotions), qui transforment leur proies en une sorte de zombie privé d'intelligence et d'émotions caractérisé par une flamme bleue entourant la tête. En peu de temps, Powerduck devient leur principal ennemi parmi les gardiens de la galaxie à force de déjouer leurs plans sur Terre.
Dans une nouvelle histoire, on apprend que l'empire évronien s'est effondré à cause de Powerduck et que les Évroniens survivants décident de reconstruire leur empire sur Terre.

## Concept
Le concept, aussi bien que les pouvoirs du bouclier, évoquent le comics Green Lantern. Il s'éloigne ainsi radicalement de Fantomiald, qui était pour sa part beaucoup plus intégré dans l'univers des canards (c'est Géo Trouvetou qui fabriquait les gadgets de Fantomiald).